# 654
654(육백오십사)는 653보다 크고 655보다 작은 자연수다.

## 수학
- 합성수로, 그 약수는 1, 2, 3, 6, 109, 218, 327, 654다. 진약수의 합은 666이므로, 654는 과잉수다.
  - 제곱 인수가 없는 35번째 과잉수다. 이 성질을 지닌 앞의 수는 642, 다음 수는 678이다. (OEIS의 수열 A087248)
- 85번째 쐐기수다. 앞의 쐐기수는 651, 다음 쐐기수는 658이다.
- {\displaystyle 654=4^{2}+9^{2}+14^{2}+19^{2}}
  - 공차가 5인 네 자연수의 제곱합으로 나타낼 수 있는 수다. 이 성질을 지닌 앞의 수는 566, 다음 수는 750이다.
- {\displaystyle 41^{12}-1}은 654로 나누어떨어진다.

## 과학·기술
- NGC 654(영어판): 카시오페이아자리 방향에 있는 산개성단.
- 654 첼린다(영어판): 소행성.
- 메르세데스-벤츠 OM654 엔진

## 교통
- 654번 교토부도(일본어판)

## 군사
- U-654(영어판): 제2차 세계 대전에 사용된 나치 독일의 군용 잠수함.

## 문화유산
- 대한민국의 보물 제654호: 자수가사

## 기타
- 연도: 654년, 기원전 654년
- 옥시링쿠스 파피루스 654번(영어판)